# Mycosphaerella oblivia
Mycosphaerella oblivia är en svampart som beskrevs av Cooke . Mycosphaerella oblivia ingår i släktet Mycosphaerella och familjen Mycosphaerellaceae.   Inga underarter finns listade i Catalogue of Life.